# Hrabstwo Swisher

Piramida wieku hrabstwa

Hrabstwo Swisher – rolnicze hrabstwo USA, w stanie Teksas, w regionie Panhandle. Utworzone w 1876 r. Siedzibą hrabstwa jest miasteczko Tulia. Według danych z 2023 liczy 6955 mieszkańców (w tym 45,6% to kobiety). Inne miejscowości, to: Kress i częściowo Happy.

## Gospodarka
W 2022 roku hrabstwo zajęło 9. miejsce w stanie i 88. w kraju pod względem wpływów z rolnictwa. Wiodącą rolę, odgrywają: hodowla bydła (16. miejsce w kraju), koni (45. miejsce), oraz uprawy bawełny (96. miejsce), lucerny, pszenicy, sorgo i kukurydzy. 
Hrabstwo należy do 10. najbiedniejszych w Teksasie. Średni dochód gospodarstwa domowego (dane z 2023) w hrabstwie wynosi 39 031 dolarów, zaś dochód na mieszkańca 23 065 dolarów. 19,4% mieszkańców żyje poniżej relatywnej granicy ubóstwa.

## Sąsiednie hrabstwa
- Hrabstwo Randall (północ)
- Hrabstwo Armstrong (północny wschód)
- Hrabstwo Briscoe (wschód)
- Hrabstwo Floyd (południowy wschód)
- Hrabstwo Hale (południe)
- Hrabstwo Castro (zachód)

## Demografia
- Latynosi – 46,7%
- biali niebędący Latynosami – 42,3%
- czarni lub Afroamerykanie – 9,3%
- rdzenni Amerykanie – 2%
- Azjaci – 0,8%[1].